# ارتباطات بوز-أينشتاين
في الفيزياء، تعتبر ارتباطات بوز-أينشتاين ارتباطات بين بوزونات متطابقة. لديها تطبيقات مهمة في علم الفلك والبصريات والجسيمات والفيزياء النووية.